# Martine Robine
Martine Robine, née le 29 décembre 1964 est une journaliste et reine de beauté française. Elle a été élue Miss France 1984 après avoir été Miss Côte Fleurie, puis Miss Normandie 1983. Elle est la 54e Miss France.

## Études et journalisme
En 1983, Martine Robine est étudiante en faculté de Lettres. Passionnée d'athlétisme, elle est correspondante au journal L'Éveil de Lisieux, spécialisée dans la rubrique sportive. Alors qu'elle doit remplacer une collègue pour un reportage sur l'élection de Miss Côte Fleurie à Cabourg, incitée par ses proches, elle décide de se présenter au concours.[réf. souhaitée]
Elle est alors élue Miss Côte Fleurie à Cabourg, puis sera ensuite élue Miss Normandie.

## Miss France 1984
Le 29 décembre 1983, Martine Robine, Miss Normandie, mesurant 1,72 m[réf. souhaitée], est élue Miss France 1984 à l'hôtel PLM Saint-Jacques, à Paris. Lors de son sacre, elle reçoit la couronne de la part de Sarah-Jane Hutt, Miss Monde 1983.
Ses dauphines :
- Première dauphine : Christelle Mayet, Miss Bretagne
- Deuxième dauphine : Nadia Poulain Miss Rouergue
- Troisième dauphine : Miss Quercy
- Quatrième dauphine : Lætitia Guirodou, Miss Languedoc[1]
- Cinquième dauphine : Miss Roussillon
- Sixième dauphine : Miss Réunion

Le 9 juillet 1984, Martine Robine représente la France au concours Miss Univers à Miami, puis à Miss Monde le 15 novembre à Londres. Elle ne sera pas classée dans les deux concours.
Le 28 décembre 1984, Martine Robine remet son titre de Miss France. Au terme de la soirée de l'élection de Miss France qui se déroule au Montparnasse-Park Hôtel à Paris, elle annonce les noms des nouvelles Miss France et Miss France outre-mer. Devenue journaliste, elle réalise, avec Daniel Lauclair un reportage diffusé dans le journal Soir 3 sur FR3. Elle prête sa voix pour le commentaire et y recueille la réaction de sa successeur Suzanne Iskandar, Miss Alsace élue Miss France 1985. Dans ce même reportage Martine Robine, évoquant son année de Miss France, affirme qu'« à ce vedettariat éphémère, (elle) a préféré le métier de journaliste ».

## Après le titre de Miss France
Après son année de titre, elle travaille dans l'immobilier à Deauville, puis est mannequin à Paris. Elle fait la rencontre d'un Américain avec qui elle a deux enfants au début des années 1990. Elle s'occupe depuis principalement de ses enfants et a quelques activités professionnelles accessoires[à développer].
Le 8 décembre 2012, elle apparaît lors du défilé final de Miss France 2013.
Elle témoigne dans le documentaire Miss France, la soirée d'une vie diffusé après l'élection de Miss France 2012 sur TF1. Son témoignage sera rediffusé dans un autre documentaire intitulé, Il était une fois... Miss France, diffusé sur TMC le 20 novembre 2013.
Le 19 décembre 2020, elle fait partie du défilé des anciennes Miss France lors de l'élection de Miss France 2021 qui se déroule au Puy du Fou et retransmise sur TF1. Le 11 décembre 2021, lors de l'élection de Miss France 2022 elle est présente lors de l'annonce des 15 demi-finalistes et des 5 finalistes.